# Élection présidentielle américaine de 1796
L'élection présidentielle américaine de 1796 se déroule le 21 juin 1796 pour le vote populaire et du 4 novembre au 7 décembre pour le vote du collège électoral des États-Unis. Elle est la troisième élection présidentielle depuis l'adoption de la Constitution en 1787. C'est la première à voir se dérouler une véritable compétition, le président sortant, George Washington, ayant choisi de ne pas se représenter. Elle aboutit au résultat paradoxal de l'élection de deux rivaux : le fédéraliste John Adams est élu président et le démocrate-républicain Thomas Jefferson vice-président, car jusqu'en 1804 et le vote du XIIe amendement, l'élection du président et du vice-président ne sont pas différenciées. C'est la première élection présidentielle à 16 États, le Tennessee intégrant la fédération le 1er juin 1796, quatre ans après celle du Kentucky.

## Candidats
Jusqu'en 1951 et l'adoption du XXIIe amendement, la Constitution n'imposait pas de limitation du nombre de mandats. George Washington refusa de se présenter une troisième fois, comme le fera Ulysses S. Grant en 1876. Seuls Grover Cleveland (1884, 1888, 1892), Franklin Delano Roosevelt (1932, 1936, 1940, 1944) et Donald Trump (2016, 2020, 2024) se représentèrent plus de deux fois consécutives, tandis que William Jennings Bryan s'est présenté trois fois non consécutives (1896, 1900, 1908).

### Parti fédéraliste

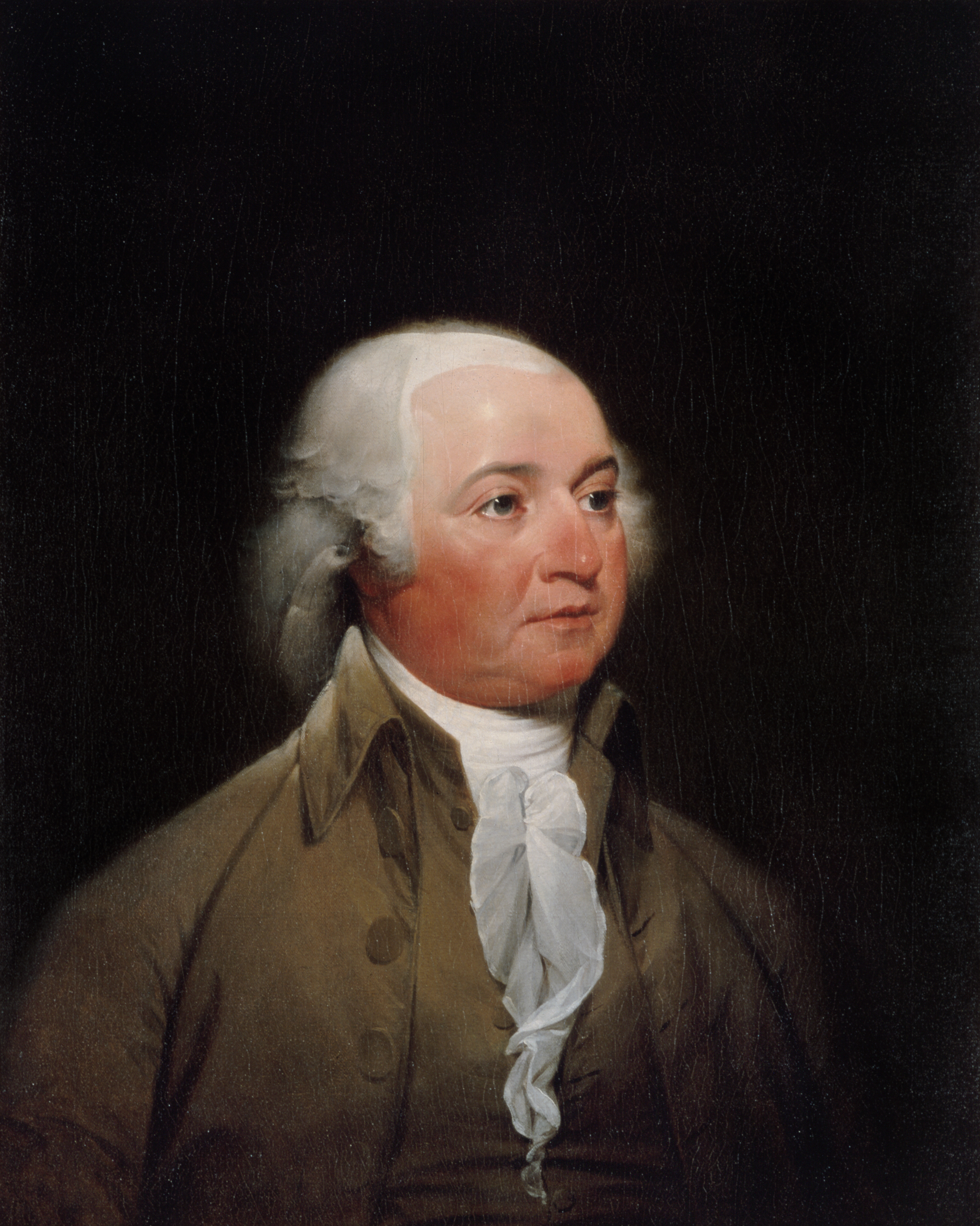
John Adams Vice-président des États-Unis (Massachusetts)
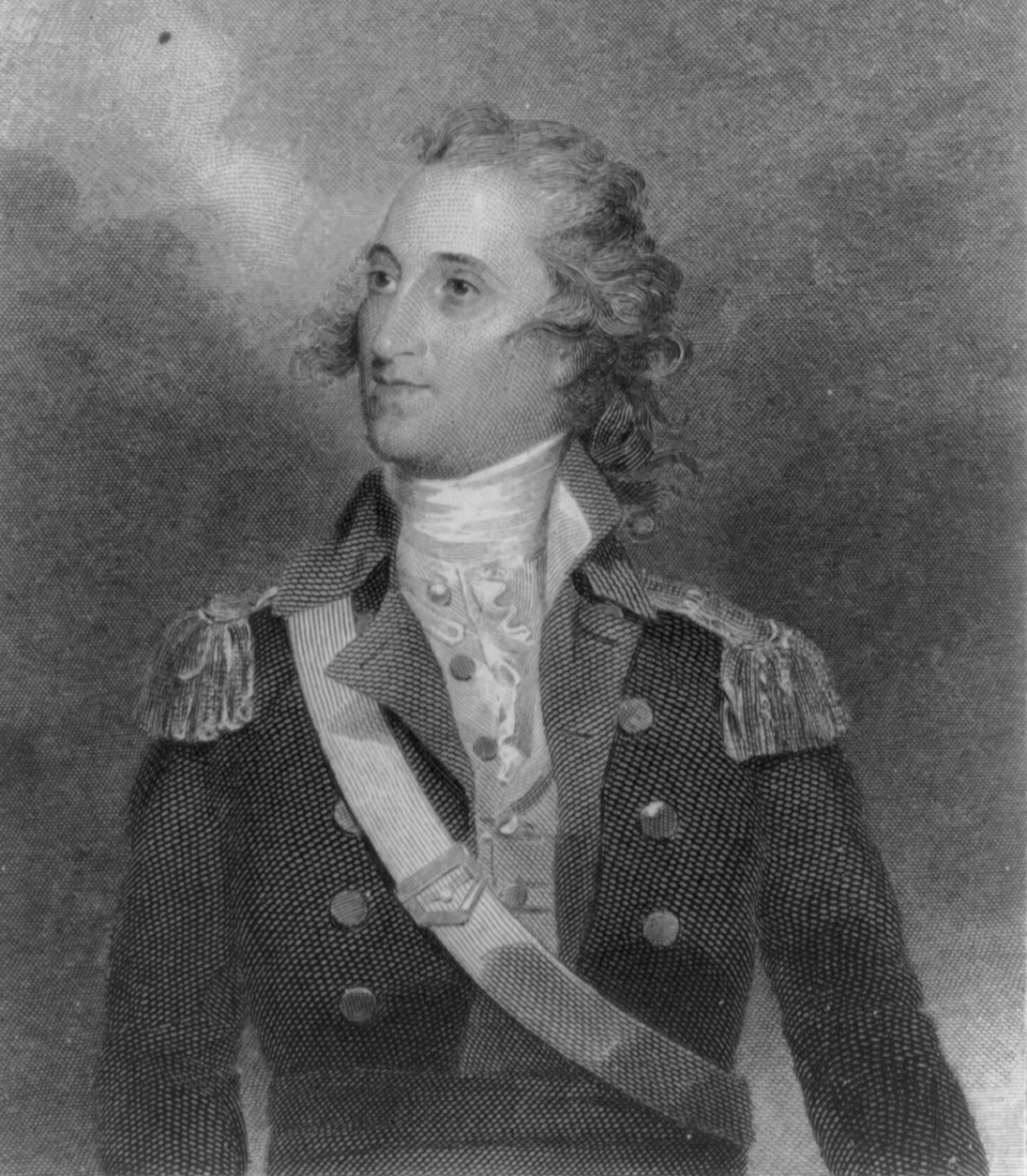
Thomas Pinckney gouverneur de Caroline du Sud (1787-1789)
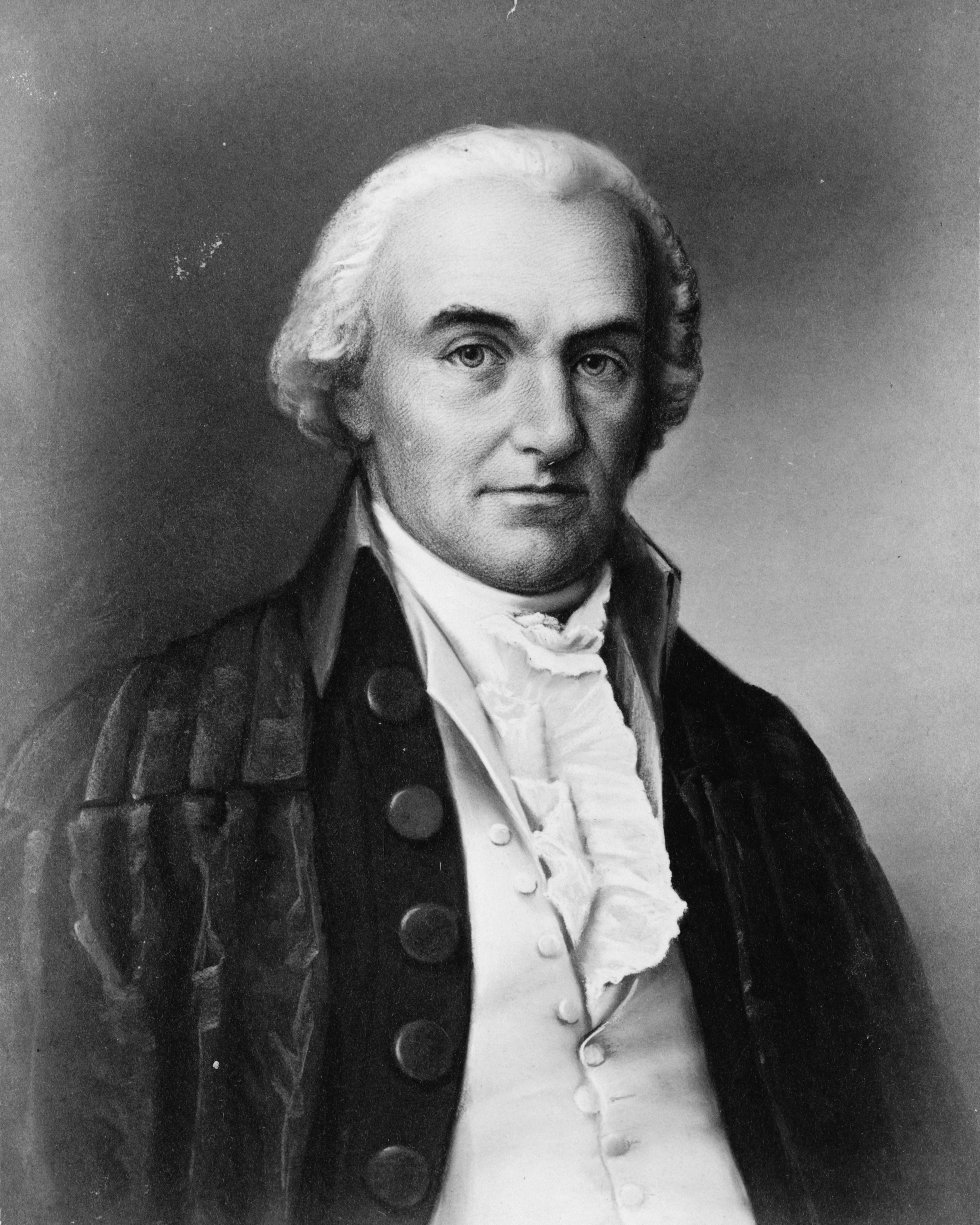
Oliver Ellsworth Juge en chef des États-Unis (1796-1800) (Connecticut)
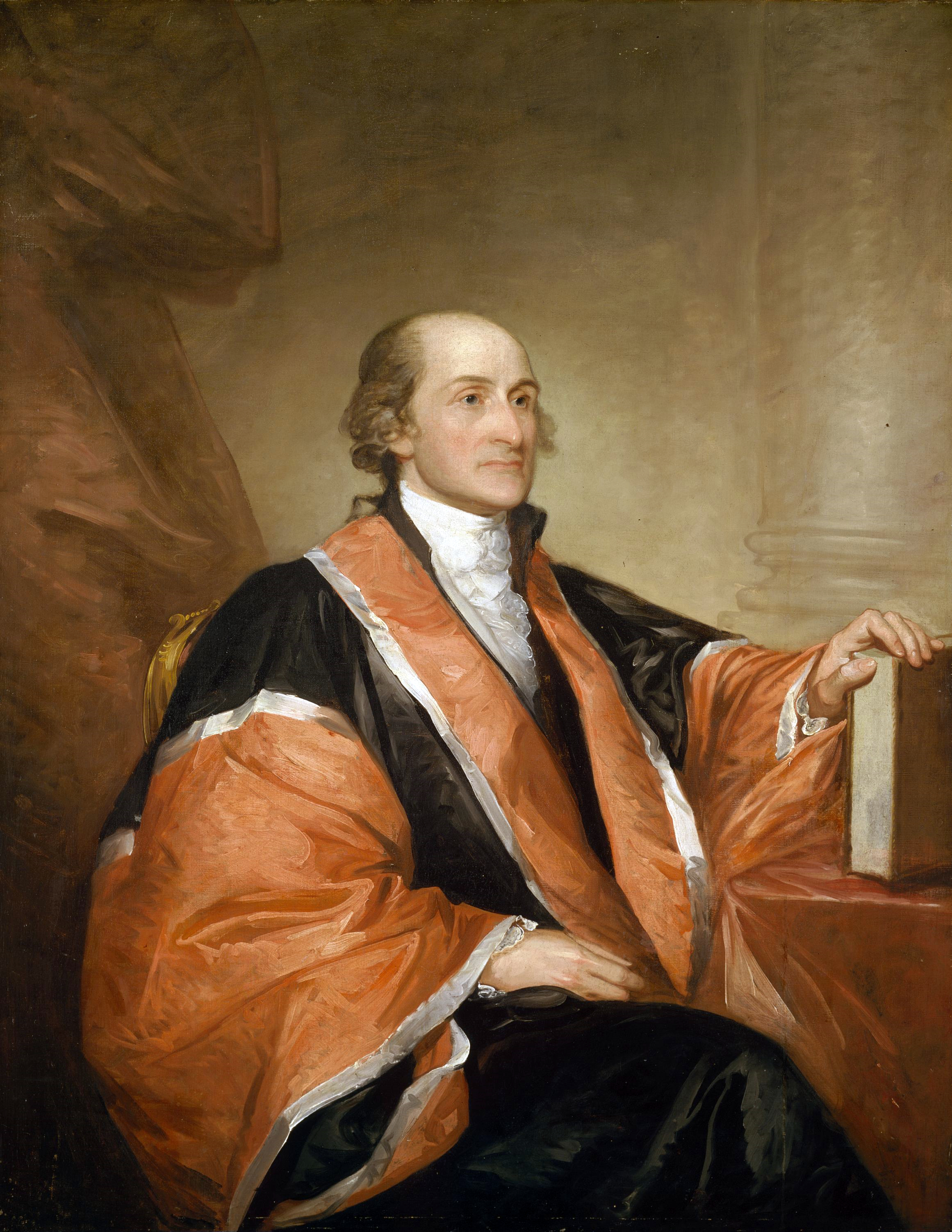
John Jay Gouverneur de l'État de New York (1795-1801)
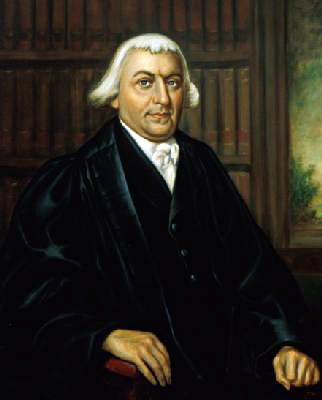
James Iredell Juge assesseur à la Cour suprême (1790-1799) (Caroline du Nord)
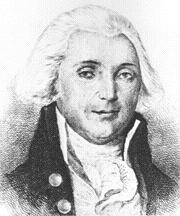
Samuel Johnston Ancien sénateur de Caroline du Nord (1789-1793)
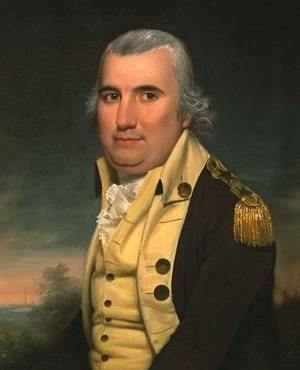
Charles Cotesworth Pinckney Ambassadeur des États-Unis en France (1796-1797) (Caroline du Sud)

### Parti républicain-démocrate

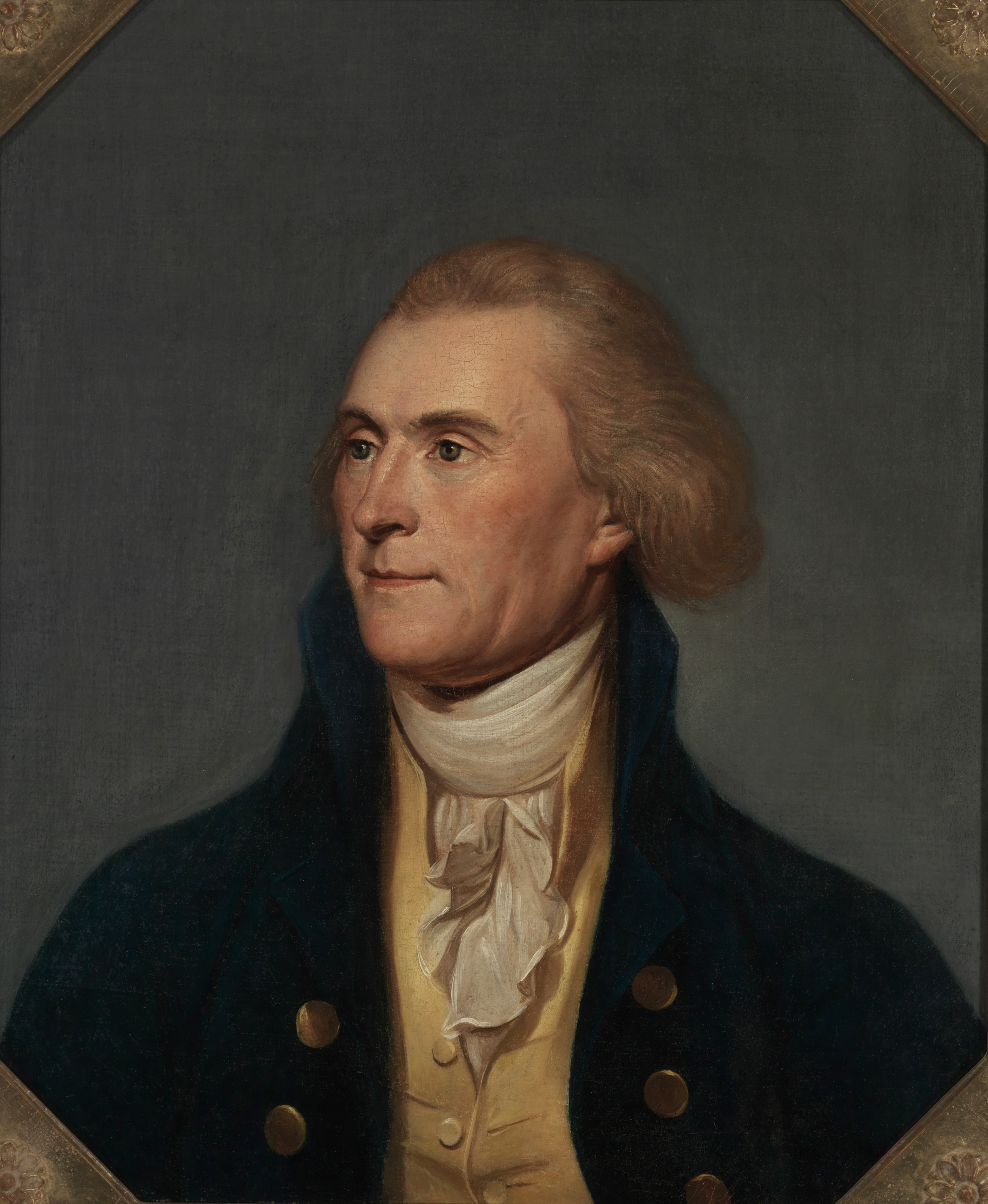
Thomas Jefferson, Ancien secrétaire d'État (1790-1793) (Virginie)
Aaron Burr Sénateur de l'État de New York (1791-1797)
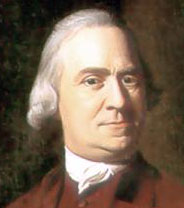
Samuel Adams Gouverneur du Massachusetts (1784-1797)
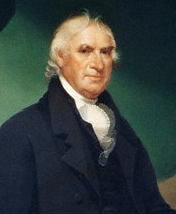
George Clinton Ancien gouverneur de l'État de New York (1777-1795)

## Désignation du collège électoral
Les seize États de l'Union ont recours à différentes méthodes pour élire leurs grands électeurs :
- ils sont nommés par la législature de l'État en Caroline du Sud, au Connecticut, au Delaware, au New Jersey, à New York, au Rhode Island et au Vermont ;
- ils sont élus par la population via des circonscriptions spécifiques en Caroline du Nord, au Kentucky, au Maryland et en Virginie ;
- ils sont élus par la population à travers une élection unique en Géorgie, en Pennsylvanie et au New Hampshire (dans ce dernier État, la législature a le dernier mot si aucun candidat ne remporte la majorité) ;
- dans le Massachusetts, deux électeurs sont nommés par la législature et les autres sont choisis parmi les deux candidats ayant reçu le plus de voix dans chaque circonscription électorale ;
- dans le Tennessee, chaque comté élit un délégué et les délégués procèdent ensuite au choix d'un électeur dans leur circonscription.

Le collège électoral pour cette élection est composé de 138 membres.

## Campagne
Après la confirmation du retrait de George Washington, le vice-président sortant, John Adams, apparaît comme le candidat logique des fédéralistes. Il s'adjoint le populaire Thomas Pinckney, ancien ambassadeur en France, comme candidat à la vice-présidence.
Thomas Jefferson est, lui, le chef de file des démocrates-républicains, avec Aaron Burr, sénateur de New York, comme colistier.
La campagne est très vive et principalement axée sur les critiques que chacun des camps fait à l'autre. Les fédéralistes sont ainsi accusés d'être des « aristocrates », soutenant de fait le principe de la monarchie, et d'être trop conciliants avec le Royaume-Uni. Dans l'autre sens, le soutien des démocrates-républicains à la France est jugé comme une adhésion de fait aux outrances de la Terreur.

## Résultats
Avant l'adoption du XIIe amendement de la Constitution, l'élection du président n'est pas distinguée de celle du vice-président. Une fois les candidatures déclarées, chaque électeur dispose de deux voix. S'il obtient la majorité absolue, le candidat arrivé en tête est élu président et celui arrivé en deuxième position est élu vice-président.
Malgré la constitution des « tickets » Adams-Pinckney et Jefferson-Burr, les deux partis ne peuvent empêcher la présence de candidats « dissidents », sans que cela paraisse d'ailleurs faire accroc à la logique de parti. Les deux partis sont très proches l'un de l'autre, un certain nombre d'électeurs n'hésitèrent pas à voter pour un candidat fédéraliste et un candidat démocrate-républicain, et les électeurs sont réunis dans les capitales des États et non pas dans un lieu unique pour procéder au vote. Tous ces éléments contribuent à l'élection d'un duo exécutif hétérogène.
| Candidats                   | Parti                       | Grands électeurs | Vote populaire |
| --------------------------- | --------------------------- | ---------------- | -------------- |
| John Adams                  | Parti fédéraliste           | 71               | 35 726         |
| Thomas Jefferson            | Parti républicain-démocrate | 68               | 31 115         |
| Thomas Pinckney             | Parti fédéraliste           | 59               | —              |
| Aaron Burr                  | Parti républicain-démocrate | 30               | —              |
| Samuel Adams                | Parti républicain-démocrate | 15               | —              |
| Oliver Ellsworth            | Parti fédéraliste           | 11               | —              |
| George Clinton              | Parti républicain-démocrate | 7                | —              |
| John Jay                    | Parti fédéraliste           | 5                | —              |
| James Iredell               | Parti fédéraliste           | 3                | —              |
| George Washington           | —                           | 2                | —              |
| John Henry (en)             | Parti républicain-démocrate | 2                | —              |
| Samuel Johnston             | Parti fédéraliste           | 2                | —              |
| Charles Cotesworth Pinckney | Parti fédéraliste           | 1                | —              |
| Total                       | Total                       | 276              | 66 841         |